# 2022年アメリカ合衆国上院議員選挙
2022年アメリカ合衆国上院議員選挙（2022ねんアメリカがっしゅうこくじょういんぎいんせんきょ、英語: 2022 United States Senate elections）は、2022年11月8日に行われたアメリカ合衆国の連邦議会（上院）議員の選挙である。

## 選挙データ

### 大統領
- ジョー・バイデン（第46代）

### 投票日
- 2022年11月8日

### 改選数
通常の第3部の改選に加えてオクラホマ州が第2部(2020年改選)の補欠選挙を行う。
- 第3部：34議席
- 第2部：1議席

### 選挙制度
- 選挙区
  - 小選挙区制

投票方法
秘密投票、単記投票、1票制
選挙権
満18歳以上のアメリカ国民
被選挙権
満30歳以上のアメリカ国民

### 同日執行の選挙
国政選挙
- 2022年アメリカ合衆国下院議員選挙

首長選挙
- アラバマ州知事選挙
- アラスカ州知事選挙
- アリゾナ州知事選挙
- アーカンソー州知事選挙
- カリフォルニア州知事選挙
- コロラド州知事選挙
- コネチカット州知事選挙
- フロリダ州知事選挙
- ジョージア州知事選挙
- ハワイ州知事選挙

- アイダホ州知事選挙
- イリノイ州知事選挙
- アイオワ州知事選挙
- カンザス知事選挙
- メーン州知事選挙
- メリーランド州知事選挙
- マサチューセッツ州知事選挙
- ミシガン州知事選挙
- ミネソタ州知事選挙
- ネブラスカ州知事選挙

- ネバダ州知事選挙
- ニューハンプシャー州知事選挙
- ニューメキシコ州知事選挙
- ニューヨーク州知事選挙
- オハイオ州知事選挙
- オクラホマ州知事選挙
- オレゴン州知事選挙
- ペンシルベニア州知事選挙
- ロードアイランド州知事選挙
- サウスカロライナ州知事選挙

- サウスダコタ州知事選挙
- テネシー州知事選挙
- テキサス州知事選挙
- バーモント州知事選挙
- ウィスコンシン州州知事選挙
- ワイオミング州知事選挙
- コロンビア特別区長選挙
- アメリカ領ヴァージン諸島知事選挙
- アメリカ領サモア知事選挙
- グアム準州知事選挙

司法長官選挙
- アラバマ州司法長官選挙
- アリゾナ州司法長官選挙
- アーカンソー州司法長官選挙
- カリフォルニア州司法長官選挙
- コロラド州司法長官選挙
- コネチカット州司法長官選挙
- デラウェア州司法長官選挙
- フロリダ州司法長官選挙
- ジョージア州司法長官選挙

- アイダホ州司法長官選挙
- イリノイ州司法長官選挙
- アイオワ州司法長官選挙
- カンザス州司法長官選挙
- メリーランド州司法長官選挙
- マサチューセッツ州司法長官選挙
- ミシガン州司法長官選挙
- ミネソタ州司法長官選挙

- ネブラスカ州司法長官選挙
- ネバダ州司法長官選挙
- ニューメキシコ州司法長官選挙
- ニューヨーク州司法長官選挙
- ノースダコタ州司法長官選挙
- オハイオ州司法長官選挙
- オクラホマ州司法長官選挙
- ロードアイランド州司法長官選挙

- サウスカロライナ州司法長官選挙
- サウスダコタ州司法長官選挙
- テキサス州司法長官選挙
- バーモント州司法長官選挙
- ウィスコンシン州司法長官選挙
- コロンビア特別区司法長官選挙
- グアム準州司法長官選挙
- 北マリアナ諸島司法長官選挙

州務長官選挙
- アラバマ州務長官選挙
- アリゾナ州務長官選挙
- アーカンソー州務長官選挙
- カリフォルニア州務長官選挙
- コロラド州務長官選挙
- コネチカット州務長官選挙
- ジョージア州務長官選挙

- アイダホ州務長官選挙
- イリノイ州務長官選挙
- インディアナ州務長官選挙
- アイオワ州務長官選挙
- カンザス州務長官選挙
- マサチューセッツ州務長官選挙
- ミシガン州務長官選挙

- ミネソタ州務長官選挙
- ネブラスカ州務長官選挙
- ネバダ州務長官選挙
- ニューメキシコ州務長官選挙
- ノースダコタ州務長官選挙
- オハイオ州務長官選挙
- ロードアイランド州務長官選挙

- サウスカロライナ州務長官選挙
- サウスダコタ州務長官選挙
- バーモント州務長官選挙
- ワシントン州務長官選挙
- ウィスコンシン州務長官選挙
- ワイオミング州務長官選挙

財務官選挙
- アラバマ州財務官選挙
- アリゾナ州財務官選挙
- アーカンソー州財務官選挙
- カリフォルニア州財務官選挙
- コロラド州財務官選挙
- コネチカット州財務官選挙
- デラウェア州財務官選挙

- フロリダ州財務官選挙
- アイダホ州財務官選挙
- イリノイ州財務官選挙
- インディアナ州財務官選挙
- アイオワ州財務官選挙
- カンザス州財務官選挙
- マサチューセッツ州財務官選挙

- ネブラスカ州財務官選挙
- ネバダ州財務官選挙
- ニューメキシコ州財務官選挙
- ニューヨーク州財務官選挙
- オハイオ州財務官選挙
- オクラホマ州財務官選挙
- ロードアイランド州財務官選挙

- サウスカロライナ州財務官選挙
- サウスダコタ州財務官選挙
- テキサス州財務官選挙
- ユタ州財務官選挙
- バーモント州財務官選挙
- ウィスコンシン州財務官選挙
- ワイオミング州財務官選挙

州議会議員選挙
- アラバマ州議会議員選挙
- アラスカ州議会議員選挙
- アリゾナ州議会議員選挙
- アーカンソー州議会議員選挙
- カリフォルニア州議会議員選挙
- コロラド州議会議員選挙
- コネチカット州議会議員選挙
- デラウェア州議会議員選挙
- フロリダ州議会議員選挙
- ジョージア州議会議員選挙
- ハワイ州議会議員選挙
- アイダホ州議会議員選挙

- イリノイ州議会議員選挙
- インディアナ州議会議員選挙
- アイオワ州議会議員選挙
- カンザス州議会議員選挙
- ケンタッキー州議会議員選挙
- メーン州議会議員選挙
- メリーランド州議会議員選挙
- マサチューセッツ州議会議員選挙
- ミシガン州議会議員選挙
- ミネソタ州議会議員選挙
- ミズーリ州議会議員選挙

- モンタナ州議会議員選挙
- ネバダ州議会議員選挙
- ニューハンプシャー州議会議員選挙
- ニューメキシコ州議会議員選挙
- ニューヨーク州議会議員選挙
- ノースカロライナ州議会議員選挙
- ノースダコタ州議会議員選挙
- オハイオ州議会議員選挙
- オクラホマ州議会議員選挙
- オレゴン州議会議員選挙
- ペンシルベニア州議会議員選挙

- ロードアイランド州議会議員選挙
- サウスカロライナ州議会議員選挙
- サウスダコタ州議会議員選挙
- テネシー州議会議員選挙
- テキサス州議会議員選挙
- ユタ州議会議員選挙
- バーモント州議会議員選挙
- ワシントン州議会議員選挙
- ウェストバージニア州議会議員選挙
- ウィスコンシン州議会議員選挙
- ワイオミング州議会議員選挙

## 選挙活動

### 党派別立候補者数
| 党派 | 党派           | 計 | 内訳 | 内訳 | 内訳 | 男性 | 女性 | 改選 | 非改選 | 非改選 | 公示前 |
| 党派 | 党派           | 計 | 現   | 元   | 新   | 男性 | 女性 | 改選 | C1     | C2     | 公示前 |
| ---- | -------------- | -- | ---- | ---- | ---- | ---- | ---- | ---- | ------ | ------ | ------ |
|      | 共和党         | 40 | 15   | 0    | 25   |      |      | 21   | 10     | 19     | 50     |
|      | 民主党         | 39 | 14   | 0    | 25   |      |      | 15   | 21     | 13     | 48     |
|      | リバタリアン党 | 20 | 0    | 0    | 20   |      |      | 0    | 0      | 0      | 0      |
|      | アメリカ緑の党 | 3  | 0    | 0    | 3    |      |      | 0    | 0      | 0      | 0      |
|      | 憲法党         | 2  | 0    | 0    | 2    |      |      | 0    | 0      | 0      | 0      |
|      | 諸派           |    | 0    |      |      |      |      | 0    | 0      | 0      | 0      |
|      | 無所属         | 15 | 0    | 0    | 15   |      |      | 0    | 2      | 0      | 2      |
| 合計 | 合計           |    | 35   |      |      |      |      | 35   | 33     | 32     | 100    |

## 選挙結果

### 党派別獲得議席
|      |                |           |        |          |            |        |      |        |        |        |        |
| 党派 | 党派           | 獲得 議席 | 議席計 | 増減     | 得票数     | 得票率 | 改選 | 非改選 | 非改選 | 非改選 | 改選前 |
| 党派 | 党派           | 獲得 議席 | 議席計 | 増減     | 得票数     | 得票率 | 改選 | 1      | 2      | 計     | 改選前 |
|      | 民主党         | 15        | 49     | 01       | 46,208,845 | 49.95% | 14   | 21     | 13     | 34     | 48     |
|      | 共和党         | 20        | 49     | 01       | 43,850,241 | 47.40% | 21   | 10     | 19     | 29     | 50     |
|      | リバタリアン党 | 0         | 0      | 増減なし | 711,078    | 0.77%  | 0    | 0      | 0      | 0      | 0      |
|      | 無所属         | 0         | 2      | 増減なし | 686,281    | 0.74%  | 0    | 2      | 0      | 2      | 2      |
|      | アメリカ緑の党 | 0         | 0      | 増減なし | 87,964     | 0.10%  | 0    | 0      | 0      | 0      | 0      |
|      | 憲法党         | 0         | 0      | 増減なし | 23,108     | 0.02%  | 0    | 0      | 0      | 0      | 0      |
|      | 諸派           | 0         | 0      | 増減なし | 904,848    | 0.98%  | 0    | 0      | 0      | 0      | 0      |
|      | 追記候補       | 0         | 0      | 増減なし | 35,037     | 0.04%  | 0    | 0      | 0      | 0      | 0      |
| 総計 | 総計           | 35        | 100    | 増減なし | 92,507,402 | 100.0% | 35   | 33     | 32     | 65     | 100    |

### 州別選挙結果

#### 接戦州
| 州                   | 当選者                               | 得票率差 |
| -------------------- | ------------------------------------ | -------- |
| ネバダ州             | キャサリン・コルテス・マスト(民主党) | 0.78%    |
| ウィスコンシン州     | ロン・ジョンソン(共和党)             | 1.00%    |
| ジョージア州         | ラファエル・ウォーノック(民主党)     | 2.80%    |
| ノースカロライナ州   | テッド・バッド(共和党)               | 3.23%    |
| アリゾナ州           | マーク・ケリー(民主党)               | 4.88%    |
| ペンシルベニア州     | ジョン・フェッターマン(民主党)       | 4.91%    |
| オハイオ州           | J・D・ヴァンス(共和党)               | 6.12%    |
| アラスカ州           | リーサ・マーカウスキー(共和党)       | 7.41%    |
| ニューハンプシャー州 | マギー・ハッサン(民主党)             | 9.15%    |

#### アラバマ州
現職のリチャード・シェルビーは前回2016年の上院議員選挙で得票率64%で再選された。
しかし2021年2月8日、来年の選挙での再選は目指さず上院議員を引退する意向を表明した。これを受けて、シェルビーの選挙対策本部で主任を務めたケイティ・ブリット、連邦下院議員のモー・ブルックスなどがシェルビーの後任候補として出馬を表明した。予備選挙では、1回目の投票ではいずれの候補も過半数の得票に届かなかったため、得票率上位2名による決選投票が行われ、ブリットが共和党候補に決定した。
民主党の予備選挙では、ウィル・ボイドが元ブリントン市長ブランダウン・ディーンなどを破り、民主党候補に決定した。
本選ではブリットがボイドを大差で下し、女性として初めてのアラバマ州選出上院議員となった。

#### アラスカ州
現職のリーサ・マーカウスキーは前回2016年の上院議員選挙で得票率44.4%で再選された。
アラスカ州では、2020年に実施された住民投票により、政党ごとに予備選挙行う従来の方式から新しい方式に変更された。変更された方式では、ある選挙の立候補者全員による予備選挙を行い、得票率上位の4候補が本選へと進出。本選では、4候補に順位をつけて投票するという、いわゆる選好投票方式となった。2021年3月30日、共和党アラスカ支部はドナルド・トランプ前大統領の弾劾裁判で有罪票を投じたマーカウスキーに対する非難決議を採択、これに前後して元アラスカ州行政局長官のケリー・ツィバカが翌年の連邦議会上院議員選挙に出馬することを表明した。一方、マーカウスキーの対立候補として出馬が取り沙汰されていたアラスカ州知事のマイク・ダンリービーは州知事再選を目指すと発表した。
8月の予備選挙の結果、共和党のリーサ・マーカウスキー、ケリー・ツィバカ、バズ・ケリー、民主党のパット・チェスブロが本選に進んだ。予備選挙の翌月、バズ・ケリーが選挙戦から撤退しツィバカの支持に回ることを発表した。これにより、本選はマーカウスキー、ツィバカ、チェスブロの3名により行われることとなった。
本選では、マーカウスキーとツィバカが最終ラウンドまでもつれ込む接戦を繰り広げたが、最終的にマーカウスキーが振り切って再選を決めた。

#### アリゾナ州
現職のマーク・ケリーは2020年の補欠選挙で得票率51.2%で当選し、同年12月2日に上院議員に就任した。
ケリーの議席はもともと2016年の上院議員選挙で再選された共和党の重鎮ジョン・マケインの議席であったが、マケインは2018年8月25日に脳腫瘍のため死去。その後、アリゾナ州知事から指名された共和党の元上院議員ジョン・カイル、カイルの辞職後は連邦下院議員のマーサ・マクサリーが補欠議員となっていた。
共和党の予備選挙では、ティール財団理事長のブレイクマスターズが太陽光発電会社会長のジム・ラモン、アリゾナ州司法長官のマーク・ブロノビッチを破り共和党候補に決定した。
本選では、ケリーがマスターズを得票率4.9%差で下し当選した。

#### アーカンソー州
現職のジョン・ブーズマンは前回2016年の上院議員選挙で得票率59.8%で再選された。
3期目を目指して出馬したブーズマンは、共和党の予備選挙で元NFL選手のジェイク・ベケット、2018年のアーカンソー州知事選挙の候補者であったジャン・モーガン、牧師のヒース・ロフティスなどを破り共和党候補に決定した。
民主党の予備選挙では、リトルロック出身の不動産仲介業者ナタリー・ジェームズが、元パイン・ブラフ市議会議員のジャック・フォースターらを破り民主党候補となった。
本選では、ブーズマンがジェームズをダブルスコアの圧勝で下し、3期目を勝ち取った。

#### カリフォルニア州
現職のアレックス・パディヤは2021年1月18日に副大統領就任のため辞職したカマラ・ハリスの後任として、カリフォルニア州知事ギャビン・ニューサムに上院議員に指名され、同年1月20日に就任した。
カリフォルニア州の規則により、今回の選挙ではハリスの残り任期分の補欠選挙と通常の上院選挙とを同時に実施することとなった。補欠選挙・通常選挙とも民主党候補として現職のパディヤ、共和党候補として弁護士のマーク・マウザーが出馬した。
本選では、両選挙ともパディヤがマウザーを大差で下し当選した。

#### コロラド州
現職のマイケル・ベネットは前回2016年の上院議員選挙で得票率49.97%で再選された。
ベネットはもともと2009年に当時のコロラド州知事ビル・リッターにより、内務長官に指名されたケン・サラザールの後任として上院議員に指名された。2010年の上院議員選挙では得票率48.08%、2016年の上院議員選挙では49.97%とそれぞれ接戦の末当選しており、今回の選挙でも接戦となることが予想されていた。
共和党の予備選挙では、トランプ前大統領の支援を受けた建設会社社長のジョー・オディアがコロラド州議会議員のロン・ハンクスを破り共和党候補となった。
本選では、選挙前の接戦の予想を覆しベネットがオディアを大差で退けて再選された。

#### コネチカット州
現職のリチャード・ブルーメンソールは前回2016年の上院議員選挙で得票率63.2%で再選された。
共和党の予備選挙では、コモディティトレーダーのレオラ・レヴィと元コネチカット州議会下院少数党院内総務のテミス・クラリデスが共和党候補の座を争ったが、トランプ前大統領の支援を受けたレヴィが共和党候補に選ばれた。
本選では、ブルーメンソールがレヴィを下し再選された。

#### フロリダ州
現職のマルコ・ルビオは前回2016年の上院議員選挙で得票率52%で再選された。
2020年11月9日、ルビオはFacebookで再選を目指すことを発表した。
議席奪還を狙う民主党は、現職の連邦議会下院議員バル・デミングズを候補に立てた。
共和党の予備選挙では、トランプ前大統領の娘で大統領補佐官を務めたイヴァンカ・トランプがルビオの対抗馬として出馬するのではないかと考えられていたが、彼女は2021年2月18日に出馬しないことを明言した。
本選では、前回の選挙を大きく上回る票を集めたルビオがデミングズを下して再選された。

#### ジョージア州
現職のラファエル・ウォーノックは2020年から2021年にかけて行われた上院議員補欠選挙で、当時現職だった共和党のケリー・ロフラーを得票率51%で下し当選した。ジョージア州では、州法の規定により得票率50%を超える候補がいなかった場合は得票率上位2名による決選投票を行い当選者を決定することとなっている。2020年11月3日に行われた本選では、いずれの候補も得票率が50%に届かなかったため、得票率1位のウォーノックと2位のロフラーが翌年1月5日に行われる決選投票に進んだ。そして、決選投票でウォーノックが得票率51%でロフラーに勝利し、民主党が共和党から議席を奪う結果となった。この選挙で争われた議席は、もともと2016年の上院議員選挙で再選され、健康上の理由で2019年末に辞任した共和党のジョニー・アイザクソンの議席であったため、ウォーノックの任期は2023年1月3日までとなっていた。
共和党の予備選挙では、トランプ前大統領の全面的な支援を受けた元NFLプレーヤーのハーシェル・ウォーカーが、ジョージア州農業長官のゲーリー・ブラックらを破り共和党候補に決定した。
なお、ウォーノックが初当選した2020年の補欠選挙と同時に実施された通常選挙で民主党のジョン・オソフに僅差で敗北し議席を失った元上院議員のデービッド・パーデューと元連邦議会下院議員のダグ・コリンズは、共和党の予備選挙への出馬を検討したとされるが、結果的に出馬することはなかった。
本選では、前回と同様にいずれの候補も50%以上の得票率とならなかったため、得票率1位のウォーノックと2位のウォーカーが12月6日に行われる決選投票に進んだ。決選投票では、ウォーノックが得票率51.4%でウォーカーを接戦の末に退けて再選された。

#### ハワイ州
現職のブライアン・シャーツは前回2016年の上院議員選挙で得票率73.6%で再選された。
シャーツは2012年に死去したダニエル・イノウエの後任として、ハワイ州知事ニール・アバークロンビーに上院議員に指名され、同年12月26日に就任した。
その後、2014年に行われた補欠選挙では共和党候補のキャンベル・カヴァッソを下し当選、2016年の上院議員選挙では共和党候補のジョン・キャロルをトリプルスコアの差という圧勝で下していた。今回の選挙では、共和党は州議会下院議員のボブ・マクダーモットを候補として擁立し、シャーツに挑んだ。
本選では、シャーツが前回の上院議員選挙と同様に対立候補に圧勝して再選された。

#### アイダホ州
現職のマイク・クレイポーは前回2016年の上院議員選挙で得票率66.1%で再選された。
民主党の予備選挙ではデイビッド・ロスがベン・パースリーを破り民主党候補に決定したほか、独立系候補として企業家のスコット・クリーブランドが無所属での出馬を表明した。
本選では、クレイポーが他の2候補を大きく上回る票を得て再選された。

#### イリノイ州
現職のタミー・ダックワースは前回2016年の上院議員選挙で当時現職だった共和党のマーク・カークを破り得票率54.9%で当選した。
共和党の予備選挙では、弁護士のキャシー・サルヴィが他の6候補を下し共和党候補に決定した。
本選では、ダックワースがサルヴィを下し再選された。

#### インディアナ州
現職のトッド・ヤングは前回2016年の上院議員選挙で得票率52.1%で当選した。
2021年3月2日、ヤングは再選を目指すことを発表した。民主党の予備選挙では、ハモンド市長のトーマス・マクダーモット・ジュニアが民主党候補に決定した。
本選では、ヤングがマクダーモットを下し再選された。

#### アイオワ州
現職のチャック・グラスリーは前回2016年の上院議員選挙で得票率60.1%で再選された。
2021年9月24日、グラスリーは8期目を目指すことを発表した。
共和党の予備選挙では、グラスリーと州議会上院議員のジム・カーリンの2名が立候補したものの、結果はグラスリーが圧勝して共和党候補に決定した。
民主党の予備選挙では、テッド・ケネディ元上院議員の補佐官を務めた退役軍人のマイケル・フランケン、元連邦議会下院議員のアビー・フィンケナウアーなどが立候補した。事前の世論調査では、フィンケナウアーが支持率でフランケンを大きく上回っていたが、最終的にフランケンが逆転で民主党候補の座を勝ち取ったため、大きな番狂わせと言われた。
本選では、グラスリーがフランケンを下し再選され、現職の上院議員としては最長の8期目を務めることとなった。

#### カンザス州
現職のジェリー・モランは前回2016年の上院議員選挙で得票率62.2%で再選された。
2020年11月11日、モランは再選を目指すことを発表した。
民主党の予備選挙では、元カンザスシティ市長で合同メソジスト教会牧師のマーク・ホーランドが教師のポール・バスカークらを破り民主党候補に決定した。
本選では、モランがホーランドを大差で下し再選された。

#### ケンタッキー州
現職のランド・ポールは前回2016年の上院議員選挙で得票率57.3%で再選された。
民主党の予備選挙では、元州議会下院議員のチャールズ・ブッカーが退役軍人のジョシュア・ブラントン・シニアなどを破り民主党候補に決定した。
本選では、ポールがブッカーを下し再選された。

#### ルイジアナ州
現職のジョン・ケネディは前回2016年の上院議員選挙で得票率60.6%で当選した。
ルイジアナ州は、州法の規定により政党を分けずに候補者全員が本選に臨み、そこで50%以上の得票を得た候補者が当選者となる。50%以上の得票率を得た候補者がいなかった場合は、得票率上位2名が後日行われる決選投票に進み、そこで当選者を決定することになる。
本選には、現職のケネディのほか活動家のゲイリー・チェンバース、退役軍人のルーク・ミクソンなど13名が参加し、ケネディが他の候補者を圧倒的大差で下し再選された。

#### メリーランド州
現職のクリス・バン・ホーレンは前回2016年の上院議員選挙で得票率得票率60.9%で当選した。
共和党の予備選挙では、建設会社社長のクリス・チェイフィーが看護師のローリー・フレンドや契約コンサルタント業者のジョン・トーマンなどを破り共和党候補に決定した。
共和党からは、任期制限により今期限りで退任するメリーランド州知事のラリー・ホーガンが出馬するのではないかと取り沙汰されており、実際に2021年10月のラジオ番組でホーガン自身も出馬の可能性に言及していた。しかし、翌年2月8日にホーガンは不出馬を明言した。
本選では、バン・ホーレンがチェイフィーを大差で退け再選された。

#### ミズーリ州
現職のロイ・ブラントは前回2016年の上院議員選挙で得票率49.2%で再選された。
しかし2021年3月8日、第117議会の閉会をもって上院議員を引退すると発表した。ブラントの後任として、共和党の予備選挙では州司法長官のエリック・シュミットをはじめ、元ミズーリ州知事のエリック・グレイテンズ、連邦議会下院議員のヴィッキー・ハーツラーとビリー・ロングなどが立候補した。世論調査では、序盤こそシュミット、ハーツラー、グレイテンズの支持率が拮抗していたものの、終盤に抜け出したシュミットが共和党候補の座を勝ち取った。
民主党の予備選挙では、元看護師のトゥルーディー・ブッシュ・ヴァレンタインが元海兵隊員のルーカス・クンスらを破り民主党候補に決定した。
本選では、トランプ前大統領やブラントらの支援を受けたシュミットがブッシュ・ヴァレンタインを下し当選した。

#### ネバダ州
現職のキャサリン・コルテス・マストは前回2016年の上院議員選挙で得票率47.1%で当選した。
2021年2月24日、コルテス・マストは再選に向けて選挙運動を開始した。
共和党の予備選挙では、母方の祖父が元連邦議会上院議員のポール・ラクサルトであった元州司法長官のアダム・ラクサルト、退役軍人のサム・ブラウンなどが立候補し、接戦の末ラクサルトが共和党候補に決定した。
本選では、選挙前の世論調査と同様にコルテス・マストとラクサルトが激しく競り合う展開となり、選挙の翌日になっても当選者が決まらなかった。その後、郵便投票の集計が進み、投票日から5日が経過した11月13日にコルテス・マストの再選が決まった。
この時点で民主党は非改選議席と合わせて50議席を確保し、上院多数党の維持を確実とした。

#### ニューハンプシャー州
現職のマギー・ハッサンは前回2016年の上院議員選挙で得票率48%で当選した。
2022年6月10日、ハッサンは再選を目指すことを発表した。
共和党の予備選挙では、元アメリカ陸軍特殊部隊准将のドン・ボルダックや州議会上院議長のチャック・モース、元ロンドンデリータウンマネージャーのケビン・スミスなど合計11名が出馬。ボルダックがモースとの接戦を制し共和党候補に決定した。
なお、ニューハンプシャー州知事クリス・スヌヌの出馬の可能性も取り沙汰されたが、スヌヌは知事再選を目指すことを発表した。
選挙前の世論調査は接戦を予想していたものの、本選では前回よりも得票を伸ばしたハッサンがボルダックを下し再選された。

#### ニューヨーク州
現職のチャック・シューマーは前回2016年の上院議員選挙で得票率70.6%で再選された。
共和党の予備選挙では、起業家でテレビマンのジョー・ピニオン以外に立候補者がおらず、そのまま共和党候補に決定した。
本選では、シューマーがピニオンを下し再選されたものの、前回と比較すると州北部とロングアイランドで得票を大きく落とす結果となった。一方のピニオンは、前回シューマーが制した多くの郡で勝利するなど、シューマーが初当選した1998年の上院議員選挙以来最も接戦を繰り広げた候補となった。

#### ノースカロライナ州
現職のリチャード・バーは前回2016年の上院議員選挙で得票率51.0%で再選された。
2016年に当選した際、バーは次回の上院議員選挙には出馬しないことを明言していたため、水面下で各党が後任となる候補者の選定を進めていた。
共和党の予備選挙では、トランプ前大統領から支援を受けた連邦議会下院議員のテッド・バッドが、元ノースカロライナ州知事のパット・マクロリーなどを大差で下し共和党候補に決定した。
トランプ前大統領の姪のララ・トランプとノースカロライナ州副知事のマーク・ロビンソンは、一時共和党の予備選挙への出馬を検討したとされたが、のちに双方とも出馬を取りやめている。
民主党の予備選挙では、元ノースカロライナ州最高裁判所主席判事のシェリー・ビーズリーが他の候補に圧倒的な差をつけて民主党候補に選ばれた
本選では、バッドが接戦の末にビーズリーを下し当選した。

#### ノースダコタ州
現職のジョン・ホーベンは前回2016年の上院議員選挙で得票率78.5%で再選された。
2021年2月4日、ホーベンの選挙広報官ダン・ラーソンはホーベンが3期目に向けて選挙運動を開始したことを発表した。
共和党の予備選挙では、現職のホーベンのほか州議会下院議員のリック・ベッカーなどが立候補したが、ホーベンが大差で勝利し共和党候補に選ばれた。なお、ベッカーは予備選挙から撤退したが、本選に無所属候補として出馬することを発表した。
民主党の予備選挙では、ジェームズタウン大学工学部教授のカトリーナ・クリスチャンセンが実業家のマイケル・スティールを破り民主党候補に決定した。
本選では、ホーベンが他の2候補をダブルスコアの圧勝で下し再選された。

#### オハイオ州
現職のロブ・ポートマンは前回2016年の上院議員選挙で得票率58%で再選された。
2021年1月25日、ポートマンは来年の上院議員選挙には出馬せず、上院議員を引退することを発表した。
共和党の予備選挙では、作家のJ・D・ヴァンス、元州財務長官のジョシュ・マンデル、州議会上院議員のマット・ドランなど有力候補が複数立候補したが、トランプ前大統領の全面的な支援を受けたヴァンスが接戦を制し共和党候補の座を勝ち取った。
民主党の予備選挙では、連邦議会下院議員のティム・ライアンが元消費者金融保護局シニアアドバイザーのモーガン・ハーパーなどを大差で退け民主党候補に決定した。
選挙前の世論調査では、ヴァンスとライアンの支持率が拮抗していたが、終盤に支持を伸ばしたヴァンスがその勢いを維持し、本選でライアンを下し当選した。

#### オクラホマ州

##### 通常選挙
現職のジェームズ・ランクフォードは前回2016年の上院議員選挙で得票率67.7%で再選された。
ランクフォードは2015年1月3日をもって上院議員を辞職するトム・コバーンの後任として2014年の補欠選挙で当選し、その後前述のとおり2016年の上院議員選挙で再選された。
共和党の予備選挙では、ランクフォード以外に牧師のジャクソン・ローマイヤーなど2名が立候補したものの、ランクフォードが他の2候補を寄せ付けない圧倒的得票をもって共和党候補に選ばれた。
民主党の予備選挙では、サイバーセキュリティ専門家のマディソン・ホーンと弁護士のジェイソン・ボリンジャーが決選投票に進み、ホーンが民主党候補に決定した。
本選では、ランクフォードがホーンをダブルスコアで下し再選された。

##### 補欠選挙
現職のジム・インホフは前回2020年の上院議員選挙で得票率63%で再選された。
しかし2022年2月、インホフは2027年の任期満了を待たず、翌年1月3日の第117議会閉会をもって上院議員を辞職すると発表した。このため11月8日の中間選挙では、インホフの残りの任期分を務める上院議員を選出する補欠選挙が実施されることとなった。
共和党の予備選挙では、連邦議会下院議員のマークウェイン・マリン、元州議会下院議長のT・W・シャノン、インホフの選挙チームで主任を務めたルーク・ホーランドなど、合計13名が共和党候補の座を争う構図になった。1回目の投票では候補者に選出されるために必要な過半数の得票を得た候補者がいなかったため、得票上位2名による決選投票を行うこととなった。決選投票にはマリンとシャノンが進出し、トランプ前大統領が支援したマリンが共和党候補に決定した。
民主党の予備選挙では、元連邦議会下院議員のケンドラ・ホーン以外の立候補者がおらず、ホーンがそのまま民主党候補に決定した。
本選では、マリンがホーンを大差で下し当選した。
なお、マリンは先住民族のチェロキー族の出身で、2005年にコロラド州選出のベン・ナイトホース・キャンベル上院議員が引退して以来18年振りとなる先住民族出身の上院議員となった。

#### オレゴン州
現職のロン・ワイデンは前回2016年の上院議員選挙で得票率56.6%で再選された。
2021年1月2日、ワイデンは5期目を目指して翌年の上院議員選挙に出馬することを発表した。
共和党の予備選挙では、リン郡共和党委員長のジョー・レイ・パーキンスが会社経営者のダーリン・ハービックなどを破り共和党候補に決定した。
本選では、ワイデンがパーキンスを下し再選されたが、これまでの選挙ではワイデンが勝利していた複数の郡でパーキンスの得票がワイデンを上回るなど、共和党候補が善戦した選挙戦となった。

#### ペンシルベニア州
現職のパット・トゥーミーは前回2016年の上院議員選挙で得票率48.8%で再選された。
2020年10月5日、トゥーミーは次の上院議員選挙には出馬せず上院議員を引退することを発表した。
共和党の予備選挙では、医師でテレビ番組「The Dr. Oz show」で司会を務めるメフメット・オズのほか、元アメリカ合衆国国際担当財務次官のデービッド・マコーミック、元駐デンマーク王国アメリカ合衆国大使のカルラ・サンズなどが立候補した。党員による投票では、オズとマコーミックが大接戦となり、票の再集計が行われた関係で勝者が確定するまでに2週間以上を要する事態となったが、最終的にオズがマコーミックに950票、得票率0.07%差で競り勝って共和党候補の座を射止めた。
議席奪還を狙う民主党の予備選挙では、州副知事のジョン・フェッターマンのほか、連邦議会下院議員のコーナー・ラム、州議会下院議員のマルコム・ケニヤッタなどが立候補した。党員による投票の結果、フェッターマンが他の候補者を大きく引き離して勝利し、民主党候補に選ばれた。
ペンシルベニア州は2020年の大統領選挙でも民主党と共和党が大激戦を繰り広げた州の一つで、今回の上院議員選挙ではペンシルベニア州の結果が連邦議会上院の多数派の行方を決めるとまで言われていた。そのため、民主党からはジョー・バイデン大統領やバラク・オバマ元大統領、共和党からはドナルド・トランプ前大統領などの大物が候補者の応援に駆け付けるなど、両党ともに総力戦を展開した。世論調査でも両候補者の支持率が拮抗し、本選でも近年稀に見る大接戦になると予想されていた。
本選では、フェッターマンがオズを得票率5%の僅差で下し当選、民主党が共和党から議席を奪還した。

#### サウスカロライナ州
現職のティム・スコットは前回2016年の上院議員選挙で得票率60.6%で再選された。
スコットは2013年1月2日に辞職したジム・デミントの後任としてサウスカロライナ州知事のニッキー・ヘイリーに指名され上院議員に就任した。その後、翌年11月8日の補欠選挙で当選し、2016年の上院議員選挙で再選された。
スコットは2019年8月9日に再選を目指すことを発表した。この際、「次の選挙が最後の選挙になる」と発言しており、すなわち当選すれば次の任期満了を迎える2029年1月3日、落選すれば現在の任期が満了する2023年1月3日をもって上院議員を引退することを意味していた。
民主党の予備選挙では、元州議会下院議員のクリストル・マシューズ、作家のキャサリン・フレミング・ブルース、元スパータンバーグ郡民主党委員長のアンジェラ・ジーターが立候補した。決選投票までもつれ込んだ結果、マシューズがフレミング・ブルースを破り民主党候補に決定した。
本選では、スコットがマシューズを大差で下し再選された。

#### サウスダコタ州
現職のジョン・スーンは前回2016年の上院議員選挙で得票率71.8%で再選された。
2022年1月8日、スーンは4期目を目指して同年の上院議員選挙に出馬することを発表した。
ただ、スーンはトランプ前大統領とその支持者から政治的立場の違いが原因で反発を受けており、関係者の間では予備選挙で対立候補が立てられるのではないかという憶測もあった。
共和党の予備選挙では、スーン以外にも複数の候補が出馬したものの、スーンが他の候補者に圧倒的な差をつけて勝利し、共和党候補に決定した。
民主党の予備選挙では、退役軍人でノーザン州立大学刑事司法助教授のブライアン・ベングス以外に立候補者がおらず、ベングスがそのまま民主党候補に決定した。
本選では、スーンがベングスをダブルスコアで下し再選された。

#### ユタ州
現職のマイク・リーは前回2016年の上院議員選挙で得票率68.2%で再選された。
共和党の予備選挙では、現職のリーのほかに元州議会下院議員のベッキー・エドワーズと実業家のアリー・アイソムが出馬したが、リーが他の候補者を圧倒的大差で退け共和党候補に決定した。
ユタ州の民主党は2022年4月23日に党大会を開き、党としての公認候補擁立を見送り、元CIA作戦担当官で2016年の大統領選挙に無所属で出馬したエヴァン・マクマリンを支援することを決定した。
本選では、リーがマクマリンを下し再選された。
今回の選挙は、ユタ州の歴史上初めて上院議員選挙において民主党候補が擁立されなかった選挙となった。また、リーの得票率は共和党候補としては1974年の上院議員選挙以来最低、マクマリンの得票率は無所属候補としては過去最高かつ共和党以外から立候補した候補としても1976年の上院議員選挙以来最高となった。

#### バーモント州
現職で上院最長老議員のパトリック・リーヒは前回2016年の上院議員選挙で得票率61.3%で再選された。
2021年11月15日、リーヒは高齢のため来年の上院議員選挙には出馬せず、2023年1月3日の第117議会の閉会をもって上院議員を引退すると発表した。
民主党の予備選挙では、連邦議会下院議員のピーター・ウェルチなど3名が出馬し、ウェルチが他の候補者を圧倒的大差で破り民主党候補に決定した。
共和党の予備選挙では、陸軍退役軍人のジェラルド・マロイ、元バーモント州担当連邦検察官のクリスティーナ・ノラン、CMバンカーのマイヤーズ・マーメルが出馬し、マロイがノランを僅差で破り共和党候補に決定した。
本選では、ウェルチがマロイをダブルスコアを超える圧勝で下し当選した。

#### ワシントン州
現職のパティ・マレーは前回2016年の上院議員選挙で得票率58.8%で再選された。
2021年5月17日、マレーは再選に向けて選挙運動を開始すると発表した。
ワシントン州は州法の規定により政党別の予備選挙は行わず、立候補者全員が予備選挙に臨み、得票率上位2名が本選に進む方式を採用している。2022年8月2日に行われた予備選挙では合計18名が立候補し、民主党現職のマレーが得票率52.22%で1位、共和党新人のティファニー・スマイリーが得票率33.69%で2位となり、この2名が本選に進むこととなった。
本選では、マレーがスマイリーを下し再選された。

#### ウィスコンシン州
現職のロン・ジョンソンは前回2016年の上院議員選挙で得票率50.2%で再選された。
2016年に当選した際にジョンソンは、次回の上院議員選挙には出馬しないと明言していたものの、これを翻して3期目を目指すことを発表した。
共和党の予備選挙では、ジョンソンと元教師のデービッド・ショーダーの一騎打ちとなったが、ジョンソンが圧勝し共和党候補に決定した。
議席の奪還を狙う民主党の予備選挙では、州副知事のマンデラ・バーンズのほか州財務長官のサラ・ゴドレウスキ、ミルウォーキー・バックス副社長のアレックス・ラスリーなど合計8名が出馬し、バーンズが他の候補者を圧倒的大差で破り民主党候補に決定した。
ウィスコンシン州は、2020年の大統領選挙で民主党のバイデン候補が得票率0.63%差という極めて僅かな差で勝利した州であったことから、今回の上院議員選挙でも接戦が予想されていた。実際、選挙前の世論調査でも両候補者の支持率が拮抗していた。
本選では、ジョンソンがバーンズを得票率差1%という大接戦の末に下し再選された。